# Miasto utrapienia
Miasto utrapienia – powieść Jerzego Pilcha wydana w 2004 roku przez Świat Książki w serii wydawniczej „Nowa Proza Polska”, nominowana do Nagrody Literackiej Nike 2005. Jej fabuła obraca się wokół Patryka Wojewody, studenta prawa, który zostaje obdarzony umiejętnością słyszenia wystukiwanych w bankomatach PIN-ów.
Patryk Wojewoda urodził się w Granatowych Górach, miejscowości położonej na południu Polski. Tam też dzieją się niektóre fragmenty utworu. Jednak większość akcji toczy się w tytułowym mieście utrapienia, czyli w Warszawie.
Pewnego dnia młody Wojewoda odkrywa u siebie dar słyszenia PIN-ów, kodów potrzebnych do wypłacenia pieniędzy z bankomatu. Przejęty swoim odkryciem, coraz więcej czasu spędza na ulicach Warszawy, wsłuchując się w pikanie bankomatowych guzików.
W książce przeplatają się wątki rodzinne (wiecznie pijącego i zabawiającego się z prostytutkami ojca oraz śmierci dziadka Patryka – Jana Nepomucena), miłosne (perypetie z Konstancją Wybryk, Esmeraldą Dorsz czy też Piękną Pietią), jak również historie związane z dzieciństwem, rodzinną miejscowością i darem głównego bohatera.